# Respond.io
Respond.io es una empresa de software de propiedad privada que ofrece una plataforma de gestión de conversaciones con clientes impulsada por IA, diseñada para mensajería y llamadas omnicanal. Permite a las empresas captar prospectos, automatizar chats y impulsar las ventas en canales como WhatsApp, Instagram, Facebook Messenger, TikTok, correo electrónico, chat web y más. Su sede se encuentra en Kuala Lumpur, Malasia.

## Historia
Respond.io fue fundada en 2017 en Hong Kong por Gerardo Salandra, Hassan Ahmed e Iaroslav Kudritskiy bajo el nombre Rocketbots, con el objetivo de gestionar las comunicaciones con clientes a través de diversas plataformas de mensajería. Desarrollaron chatbots para empresas y posteriormente evolucionaron hacia una plataforma SaaS que permitía a las empresas conectar aplicaciones de mensajería mediante APIs.
Con un prototipo funcional en 2018, la empresa recaudó fondos iniciales liderados por el grupo de inversión ángel Global Technology Alliance.
En 2019, la empresa trasladó su sede de Hong Kong a Kuala Lumpur, Malasia, donde continúa operando hasta hoy.
En abril de 2020, Rocketbots se rebautizó formalmente como respond.io para reflejar su visión ampliada como una solución integral para la gestión de conversaciones con clientes.
Respond.io obtuvo una financiación Serie A de 7 millones de dólares estadounidenses el 20 de septiembre de 2022. La ronda fue liderada por la firma de capital de riesgo Headline Asia, con la participación de AltaIR Capital, Smart Partnership Capital, Sterling Oak Group y Calendula Ventures.
En 2023, respond.io fue designada como Proveedor de Soluciones Empresariales de WhatsApp, lo que le otorgó acceso anticipado a funciones avanzadas a través de la API de WhatsApp y una mayor alineación con el ecosistema de Meta.
En 2024, se convirtió en uno de los primeros socios de marketing de TikTok en ofrecer integración con los anuncios de mensajería de TikTok.
Para mediados de 2025, respond.io ha crecido dando soporte a más de 10,000 empresas en más de 80 países, procesando cientos de millones de mensajes al mes.

## Distinciones
- El fundador Gerardo Salandra fue incluido en la lista Forbes 30 Under 30 Asia por su contribución al crecimiento económico impulsado por IA con la plataforma Rocketbots[8]
- Mencionada por Fortune como una startup que atrajo una gran inversión de capital de riesgo en 2022[9]
- Premio SME 100 Fast Moving Companies 2023[10]
- Ganadora del premio a la Mejor Empresa de Marketing Omnicanal Impulsada por IA en los Malaysia Digital Expo (MDX) Awards 2023[11]